# Église Saint-Martin de Crandelain
L'église Saint-Martin est une église située à Colligis-Crandelain, en France.

## Localisation
L'église est située sur la commune de Colligis-Crandelain, dans le département de l'Aisne.

## Historique
L'édifice date des environs de 1150 et a connu quelques remaniements au XVe siècle. Très endommagé lors de Première Guerre mondiale, il a nécessité ensuite de lourds travaux de restauration.
Le monument est classé au titre des monuments historiques en 1920.